# فرودگاه سسیل
فرودگاه سسیل (به انگلیسی: Cecil Airport) یک فرودگاه همگانی بهره‌برداری هوایی با کد یاتا NZC است که یک باند فرود آسفالت و بتن دارد و طول باند آن ۲۴۳۹ متر است. این فرودگاه در شهر جکسون‌ویل کشور ایالات متحده آمریکا قرار دارد و در ارتفاع ۲۵ متری از سطح دریا واقع شده‌است.